# Formes musicales dans le Nord-Pas-de-Calais
La musique dans le Nord-Pas-de-Calais est l'héritière d'une riche tradition qui remonte au Moyen Âge.

## La musique populaire
Dans la région Nord-Pas-de-Calais, on distingue, du point de vue de la musique populaire, des phénomènes musicaux très différents :
- Des chants et danses appartenant aux répertoires traditionnels de zones culturelles et historiques « différentes » : Le Hainaut, l'Artois, la Flandre et la Côte d'Opale. on y retrouve des instruments comme la cornemuse, le violon, l'épinette, la piposa et la voix.

On peut citer plusieurs artistes : Jean-Jacques Revillion, Marieke, Jacques Yvart, Katrien Delavier, William Schotte et son Rococco Rijsel Trio.
- Des airs populaires caractéristiques de certaines fêtes comme les carnavals (Carnaval de Dunkerque,¨...), joués par des fanfares et harmonies, marqués par leur sonorité cuivrée, et l'utilisation d'instruments comme le tambour, le fifre. Parmi les groupes qui se sont rendus célèbres dans ce domaine, on peut citer les Prout ouCap'Trad.

Plusieurs collectages témoignent de la richesse de la musique populaire dans la région, parmi lesquels ceux de Edmond de Coussemaker pour les Flandres et Michel Lefevre pour le Boulonnais.

## Musiciens du Nord - Pas-de-Calais
- Didier Lockwood, (11 février 1956, Calais), violoniste de jazz français.
- Eugène Bozza (1905-1991), compositeur et directeur du conservatoire de Valenciennes de 1950 à 1975 ;
- Pierre-Joseph Candeille (1744-1827), compositeur et chanteur ;
- Edmond de Coussemaker (1805-1876), musicologue ;
- Pierre de la Rue (v. 1450-1518), l'un des compositeurs les plus marquants de l’âge d’or de la polyphonie flamande ;
- Roland de Lassus (1532-1594), compositeur, surnommé l’ « Orphée belge », né à Mons, Belgique ;
- Pierre Degeyter (1848-1932), compositeur de L'Internationale ;
- Georges Delerue (1925-1992), compositeur de musiques de films ;
- Josquin des Prez (1440-1521), compositeur, surnommé le « Prince de la musique » par ses contemporains ;
- Alexandre Desrousseaux (1820-1872), compositeur, auteur du P'tit Quinquin ;
- Guillaume Dufay (v. 1400-1474), compositeur dont l'œuvre marque l’avènement de la musique de la Renaissance ;
- Félix-Alexandre Guilmant (1837-1911), organiste, compositeur, professeur et éditeur ;
- Édouard Lalo (1823-1892), compositeur ;
- Ferdinand Lavainne (1810-v. 1880), compositeur et professeur de piano au conservatoire de Lille ;
- Max Méreaux (1946), compositeur et musicologue ;
- Pierre-Alexandre Monsigny (1729-1817), compositeur, considéré comme l’un des créateurs de l’opéra-comique français ;
- Johannes Ockeghem (v. 1425-1497), compositeur et chanteur, considéré comme le grand maître de la polyphonie du Nord ;
- Jacques Veyrier 1928, compositeur et ancien directeur des conservatoires de St Omer et Boulogne sur Mer.
- Albert Roussel (1869-1937)
- Jehan Titelouze (vers 1563-1633), organiste et compositeur, surtout actif à Rouen, considéré comme le père fondateur de l’École française d’orgue ;